# Jan Nevens
Jan Nevens, né le 26 août 1958 à Ninove, est un coureur cycliste belge, professionnel de 1980 à 1995. Il remporte notamment une étape du Tour de France 1992 à Coblence.

## Biographie
Alors amateur, Jan Nevens termine neuvième du Tour de l'Avenir en 1979. L'année suivante, il remporte la Flèche ardennaise et Paris-Vailly. Il passe ensuite professionnel au mois de septembre dans l'équipe belge Boston-IFI-Mavic.
Ses beaux-frères Francis De Ridder et Noël Segers ont également été cyclistes professionnels, tout comme son fils Sven (nl).

## Palmarès

### Palmarès amateur
- 1975
  - 2e du championnat de Belgique sur route débutants
- 1980
  - Paris-Vailly
  - Flèche ardennaise
  - 3e du Grand Prix des Marbriers

### Palmarès professionnel
- 1981
  - 3e de Paris-Camembert
  - 3e de la Polymultipliée
- 1982
  - 2e du Grand Prix de l'Escaut
- 1985
  - 1re étape du Clásico RCN
- 1986
  - 6e étape du Tour de Romandie
- 1987
  - Liedekerkse Pijl
  - 2e du Grand Prix de Wallonie
  - 2e du Circuit des frontières
- 1988
  - Classement général du Tour méditerranéen
  - 6ea étape du Tour des Asturies
- 1991
  - 4e étape du Tour de Suisse
  - 2e étape du Tour du Trentin
- 1992
  - 8e étape du Tour de France
  - 3e du Grand Prix de Zurich
- 1993
  - 3e du Tour du Nord-Ouest de la Suisse
  - 4e de Liège-Bastogne-Liège
- 1994
  - 3e du Grand Prix de Wallonie

## Résultats sur les grands tours

### Tour de France
8 participations
- 1981 : abandon (12ea étape)
- 1986 : 51e
- 1987 : abandon (20e étape)
- 1988 : 61e
- 1989 : abandon (6e étape)
- 1991 : abandon (17e étape)
- 1992 : 51e, vainqueur de la 8e étape
- 1993 : hors délais (11e étape)

### Tour d'Italie
1 participation
- 1983 : abandon (4e étape)

### Tour d'Espagne
1 participation
- 1989 : 78e